# Manuel Carrizales
Manuel Carrizales Rubina (Palpa, Departamento de Ica, Perú, 26 de noviembre de 1949) es un exfutbolista profesional peruano. En el campo de juego se desempeñó como guardameta o arquero.

## Trayectoria
Sus inicios en la provincia de Ica lo sitúan defendiendo el arco del club de su ciudad, el Octavio Espinosa. Como resultado de sus actuaciones fue nominado al mejor Portero del Campeonato Descentralizado, después de un año en debutar en Primera División. 
En 1972 fue contratado por Deportivo Municipal, pero sus mejores campañas en primera, las cumplió en Sport Boys, equipo que lo contrató en 1974, saliendo subcampeón nacional y participando en Libertadores. También jugó en Atlético Torino y ADT de Tarma.
Entre sus cualidades exhibió rapidez de reflejos, buena ubicación y seguridad de manos, siempre acompañado de suerte, ya que, en muchas ocasiones, cuando ya la pelota lo había superado y el gol se aclamaba, el horizontal o los verticales evitaron la conversión.
El último registro de su club fue el Diablos Rojos de Juliaca en 1984, en la época de los torneos regionales, donde fue ubicado en Zona Sur, fue su última competición disputada de manera profesional. Su retiro fue a los 35 años de edad.

## Clubes
| Club                | País | Año       |
| ------------------- | ---- | --------- |
| Octavio Espinosa    | Perú | 1969-1971 |
| Deportivo Municipal | Perú | 1972-1973 |
| Sport Boys          | Perú | 1974-1977 |
| Atlético Torino     | Perú | 1978-1981 |
| ADT                 | Perú | 1982      |
| Diablos Rojos       | Perú | 1983-1984 |

## Palmarés

### Distinciones individuales
| Distinción                                    | Año  |
| --------------------------------------------- | ---- |
| Mejor Portero de la Primera División del Perú | 1970 |